# Campeonato Carioca de Futebol de 1968
O Campeonato Carioca de Futebol de 1968 foi a 70.ª edição do torneio, que consagrou o Botafogo bicampeão vencendo na última rodada o Vasco da Gama, por 4 a 0, com mais de 140 mil pessoas no Maracanã.

## Classificação

### Turno classificatório

#### Grupo A
| Classificação | Classificação | Classificação | Classificação | Classificação | Classificação | Classificação | Classificação | Classificação | Classificação |
| Pos           | Time          | PG            | J             | V             | E             | D             | GP            | GS            | SG            |
| ------------- | ------------- | ------------- | ------------- | ------------- | ------------- | ------------- | ------------- | ------------- | ------------- |
| 1             | Botafogo      | 18            | 11            | 8             | 2             | 1             | 23            | 8             | +15           |
| 2             | Flamengo      | 17            | 11            | 8             | 1             | 2             | 23            | 8             | +15           |
| 3             | America       | 14            | 11            | 5             | 4             | 2             | 15            | 8             | +7            |
| 4             | Bonsucesso    | 11            | 11            | 4             | 3             | 4             | 11            | 17            | -6            |
| 5             | Campo Grande  | 8             | 11            | 2             | 4             | 5             | 9             | 13            | -4            |
| 6             | Portuguesa    | 4             | 11            | 1             | 2             | 8             | 4             | 21            | -17           |

#### Grupo B
| Classificação | Classificação | Classificação | Classificação | Classificação | Classificação | Classificação | Classificação | Classificação | Classificação |
| Pos           | Time          | PG            | J             | V             | E             | D             | GP            | GS            | SG            |
| ------------- | ------------- | ------------- | ------------- | ------------- | ------------- | ------------- | ------------- | ------------- | ------------- |
| 1             | Vasco da Gama | 20            | 11            | 10            | 0             | 1             | 25            | 7             | +18           |
| 2             | Bangu         | 11            | 11            | 4             | 3             | 4             | 15            | 14            | +1            |
| 2             | Madureira     | 11            | 11            | 4             | 3             | 4             | 11            | 12            | -1            |
| 4             | Fluminense    | 9             | 11            | 3             | 3             | 5             | 14            | 18            | -4            |
| 5             | Olaria        | 7             | 11            | 3             | 1             | 7             | 11            | 13            | -2            |
| 6             | São Cristóvão | 2             | 11            | 0             | 2             | 9             | 4             | 26            | -22           |

### Turno final
| Classificação | Classificação | Classificação | Classificação | Classificação | Classificação | Classificação | Classificação | Classificação | Classificação |
| Pos           | Time          | PG            | J             | V             | E             | D             | GP            | GS            | SG            |
| ------------- | ------------- | ------------- | ------------- | ------------- | ------------- | ------------- | ------------- | ------------- | ------------- |
| 1             | Botafogo      | 14            | 7             | 7             | 0             | 0             | 17            | 2             | +15           |
| 2             | Vasco da Gama | 9             | 7             | 3             | 3             | 1             | 5             | 6             | -1            |
| 2             | Flamengo      | 9             | 7             | 3             | 3             | 1             | 12            | 7             | +5            |
| 4             | America       | 6             | 7             | 2             | 2             | 3             | 7             | 10            | -3            |
| 4             | Bangu         | 6             | 7             | 2             | 2             | 3             | 7             | 9             | -2            |
| 4             | Fluminense    | 6             | 7             | 2             | 2             | 3             | 6             | 7             | -1            |
| 7             | Bonsucesso    | 4             | 7             | 0             | 4             | 3             | 3             | 8             | -5            |
| 8             | Madureira     | 2             | 7             | 0             | 2             | 5             | 2             | 10            | -8            |

## Jogo do título
BOTAFOGO 4 x 0 VASCO
Data: 9 / 6 / 1968
Local: Maracanã (Rio de Janeiro)
Público: 141.689
Árbitro: Armando Marques
Gols: 1° tempo: Botafogo 2 a 0, Roberto e Rogério; Final: Botafogo 4 a 0, Jairzinho e Gérson
Botafogo: Cao, Moreira, Zé Carlos, Leônidas e Waltencir; Carlos Roberto e Gérson; Rogério, Roberto, Jairzinho e Paulo Cézar. Técnico: Zagallo.
Vasco: Pedro Paulo, Jorge Luiz, Brito, Ananias (Sérgio) e Ferreira; Bougleux e Danilo Menezes; Nado (Alcir), Ney, Walfrido e Silvinho.
Técnico: Paulinho de Almeida.